# Maisonneuve, Vienne

Maisonneuve este o comună în departamentul Vienne, Franța. În 2009 avea o populație de 298 de locuitori.